# Lophiodon subrufescens
Lophiodon subrufescens là một loài rêu trong họ Ditrichaceae. Loài này được Broth. Paris mô tả khoa học đầu tiên năm 1905.